# Гилфорд (тауншип, Миннесота)
Гилфорд (англ. Gillford) — тауншип в округе Уабаша, Миннесота, США. На 2000 год его население составило 581 человек.

## География
По данным Бюро переписи населения США площадь тауншипа составляет 91,7 км², из которых 91,7 км² занимает суша, водоёмов нет.

## Демография
По данным переписи населения 2000 года здесь находились 581 человек, 190 домохозяйств и 155 семей.  Плотность населения —  6,3 чел./км².  На территории тауншипа расположено 195 построек со средней плотностью 2,1 построек на один квадратный километр. Расовый состав населения: 99,14 % белых и 0,86 % азиатов. Испанцы или латиноамериканцы любой расы составляли 0,17 % от популяции тауншипа.
Из 190 домохозяйств в 45,8 % воспитывались дети до 18 лет, в 71,6 % проживали супружеские пары, в 4,2 % проживали незамужние женщины и в 18,4 % домохозяйств проживали несемейные люди. 15,3 % домохозяйств состояли из одного человека, при том 4,2 % из — одиноких пожилых людей старше 65 лет. Средний размер домохозяйства — 3,06, а семьи — 3,43 человека.
34,4 % населения — младше 18 лет, 8,8 % — в возрасте от 18 до 24 лет, 25,1 % — от 25 до 44, 22,5 % — от 45 до 64, и 9,1 % — старше 65 лет. Средний возраст — 33 года. На каждые 100 женщин приходилось 111,3 мужчин.  На каждые 100 женщин старше 18 приходилось 116,5 мужчин.
Средний годовой доход домохозяйства составлял 46 917 долларов, а средний годовой доход семьи —  51 389 долларов. Средний доход мужчин —  31 932  доллара, в то время как у женщин — 25 114. Доход на душу населения составил 16 473 доллара. За чертой бедности находились 8,1 % семей и 6,7 % всего населения тауншипа, из которых 5,5 % младше 18 и 11,3 % старше 65 лет.